# Igor Cavalera
Igor Graziano Cavalera (Belo Horizonte, 4 de setembro de 1970) é um baterista brasileiro, fundador e ex-membro da banda brasileira de metal Sepultura junto com seu irmão mais velho, Max Cavalera. Tocou em bandas além do Sepultura como Nailbomb, Strife e participação no Titãs. Atualmente atua na banda Cavalera Conspiracy, que traz novamente seu irmão Max ao seu lado.

## História
Igor começou a tocar bateria e percussão muito cedo. Quando o Sepultura foi formado, Igor era o membro mais novo, com apenas 13 anos. Sepultura foi um grande sucesso quando ele ainda era muito novo. Em 21 de abril de 1984, Igor tocou pela primeira vez em uma bateria de verdade, emprestada de Helinho, do Overdose, uma outra banda que tocaria na mesma noite.
Nos primeiros álbuns, as linhas de bateria de Igor eram caóticas, seguindo as tendências do thrash dos anos 80. Esse estilo ele aperfeiçoou de 1988 a 1991 (nos álbuns Beneath the Remains e Arise) já chegando por aí a ser um grande baterista muito admirado por suas "viradas" e bumbos muito velozes em "tercetas" e outras variantes de bateria, tudo no estilo thrash-metal. Entretanto, a era em que ele criou uma nova "escola" na técnica de bateria foi após 1993. Seu estilo inovador no álbum Chaos A.D. trouxe elementos tribais, o uso constante de pedal duplo e uma grande quantidade de tons incorporados na música. Um exemplo clássico de sua contribuição é a introdução da música "Territory" (1993, Chaos A.D.). Ele ainda aprimorou esse estilo e o elevou a um nível mais alto no álbum Roots, de 1996, adicionando mais elementos tribais ainda à música do Sepultura.
Ao decorrer de 2004, sob o pseudônimo "El Covero", Igor foi baterista ao vivo da banda de heavy metal paródico Massacration.
Em 13 de janeiro de 2006, foi anunciado que Igor iria dar um tempo em suas atividades com o Sepultura, pois tornaria-se pai pela quarta vez, e gostaria de aproveitar o tempo com seu filho recém-nascido. Em seu lugar, para a turnê europeia do disco Dante XXI, foi colocado o baterista Roy Mayorga.
Ao retornar da turnê europeia, o Sepultura iniciaria sua turnê sul-americana, porém Igor ainda não sentia-se a vontade para voltar ao grupo.
Em 13 de junho de 2006, Igor anunciou sua saída do Sepultura devido à "incompatibilidades artísticas".
No último dia 17 de agosto de 2006, depois de 10 anos separados, Igor e Max uniram-se no palco do décimo D-Low Memorial Show para tocar os clássicos do Sepultura, "Roots Bloody Roots" e "Attitude".
Igor coleciona brinquedos e camisetas de times de futebol. Tem diversos hobbies, que incluem a prática de jiu-jitsu, snowboarding, surfe, e desenho artístico. É casado com Laima Leyton. Ele tem quatro filhos Christian Bass Cavalera (7 de novembro de 1996), Raissa Bass Cavalera (26 de abril de 2000), Iccaro Bass Cavalera (23 de novembro de 2002) e Antonio Leyton Cavalera (16 de janeiro de 2006) e um enteado Pedro Leyton Pereira (18 de julho de 1997), todos nascidos no Brasil.
Igor, que é palmeirense fanático, em 2003 gravou o Hino do Palmeiras junto com Simoninha e Branco Mello, vocalista dos Titãs.
Em 1995 faz sociedade com o então deputado estadual Alberto Hiar, (mais conhecido como Turco Loco), seu padrinho de casamento, criando a grife Cavalera. Igor, que gosta de desenhar, associou-se cedendo seu sobrenome, fazendo divulgação – no palco e na base da camaradagem entre o underground e o principal, desenhando os modelos que seriam confeccionados. Ao contrário do que muitos pensam, a grife não pertence a Igor. Pertence a Hiar, que entrou com o capital para a efetivação do negócio.
Em uma reunião com o irmão Max na banda Cavalera Conspiracy em 2008, Igor passou a assinar seu nome como Iggor Cavalera. Segundo a imprensa especializada o projeto é inovador e muito pesado. Além disso, Igor se lançou como DJ e atualmente, participa com sua mulher Laima Leyton o projeto Mixhell.
Em 2011 foi confirmada a participação de Igor no Novo CD de Rita Lee.
Vivendo em Londres fez uma aparição na 2ª temporada do programa O Mundo Segundo os Brasileiros.
Assinou a trilha sonora do longa “Desalmados”, com direção de Armando Fonseca e Raphael Borghi, uma trama pós-apocalíptica. No elenco, estão Fernando Pavão, Nico Puig, Luisa Micheletti, e o músico Canisso (da banda Raimundos). O filme foi lançado em 2013.

## Discografia

### Com Sepultura
- Bestial Devastation (1985)
- Morbid Visions (1986)
- Schizophrenia (1987)
- Beneath The Remains (1989)
- Arise (1991)
- Under Siege (Live in Barcelona) (1991)
- Third World Posse (1992)
- Chaos A.D. (1993)
- Roots (1996)
- Against (1998)
- Nation (2001)
- Under a Pale Grey Sky (2002)
- Roorback (2003)
- Revolusongs (2003)
- Dante XXI (2006)

### Com Strife
- In This Defiance (1997) (Na faixa "Overthrow".)
- Witness A Rebirth (2012)

### Com Nailbomb
- Point Blank (1994)
- Proud To Commit Commercial Suicide (1995)

### Com Cavalera Conspiracy
- Inflikted (2008)
- Blunt Force Trauma (2011)
- Pandemonium (2014)
- Psychosis
- Morbid Visions (Regravação)
- Bestial Devastation (Regravação)

### Com Rita Lee
- Reza (2012) (Nas faixas "Tô um Lixo" e "Vidinha Besta".)

### Com Titãs
- Domingo (1995) (Segunda bateria na faixa "Brasileiro".)

### Com Mixhell
- Spaces (2013)

### Com Lenine
- Dois Olhos Negros (Segunda bateria na faixa "Dois Olhos Negros" no CD/DVD Lenine Acustico MTV)

### Com Absent in Body
- Plague God (2022)

### Com Petbrick
- I (2019)
- I Remixes (2020)
- Deafbrick (collaborative album with Deafkids) (2020)
- Liminal (2022)

### Como convidado
- Titãs – Domingo on "Brasileiro" (1995)
- Pavilhão 9 – Cadeia Nacional on "Mandando Bronca" (1997)
- Soulwax – Belgica soundtrack - drums with Burning Phlegm (2016)
- Ladytron – Ladytron (2019)
- Pig Destroyer – The Octagonal Stairway (2020)
- Crizin da Z.O. - "O Fim Um" (2024)